# Hosannas from the Basements of Hell
Hosannas from the Basements of Hell è il dodicesimo album in studio del gruppo musicale post-punk inglese Killing Joke, pubblicato nel 2006.

## Tracce
1. This Tribal Antidote – 4:15
2. Hosannas from the Basements of Hell – 5:52
3. Invocation – 7:54
4. Implosion – 6:41
5. Majestic – 5:40
6. Walking with Gods – 8:36
7. The Lightbringer – 9:38
8. Judas Goat – 6:21
9. Gratitude – 7:04

## Formazione
- Jaz Coleman - voce, sintetizzatore
- Kevin "Geordie" Walker - chitarra, basso
- Paul Raven - basso
- Ben Calvert - batteria